# Bezokolicznik w języku polskim
Bezokolicznik w języku polskim – bezosobowa i nieodmienna forma polskiego czasownika. Forma ta nie uwzględnia osób, czasów ani trybów. Wykorzystywana jest jako forma hasłowa w słownikach języka polskiego.

## Znaczenie bezokolicznika
Bezokolicznik zawiera następujące informacje:
- czy czynność została zakończona, np. robić – zrobić, stąd bezokoliczniki dokonane i niedokonane (zob. aspekt)
- czy została wykonana jednorazowo, czy też się powtarzała, np. czytać – czytywać, stąd bezokoliczniki jednokrotne i wielokrotne (zob. rodzaj czynności)

Powyższe informacje wyrażane są zwykle odpowiednimi przyrostkami i przedrostkami.

## Strona bezokolicznika
Polski bezokolicznik może występować w stronie czynnej, biernej i zwrotnej:
- chwalić – być chwalonym – chwalić się
- kochać – być kochanym – kochać się
- czesać – być czesanym – czesać się

## Tworzenie bezokolicznika
Bezokolicznik tworzy się dodając sufiks -ć lub -c do tematu czasu przeszłego lub (rzadziej) czasu teraźniejszego. Jeśli temat czasu przeszłego kończy się na samogłoskę, bezokolicznik tworzony jest przez dodanie sufiksu -ć do tematu czasu przeszłego:
- brał → brać
- wykonywał → wykonywać
- ciągnął → ciągnąć

Jeśli temat czasu przeszłego kończy się na spółgłoskę twardą, w bezokoliczniku występuje głoska miękka:
- niosę → niesiesz → niósł → nieść
- wiodę → wiedziesz → wiódł → wieść
- plotę → pleciesz → plótł → pleść

Jeśli temat czasownika jest zakończony spółgłoską tylnojęzykową /k/, /g/, bezokolicznik przyjmuje zakończenie -c:
- strzygę → strzyżesz → strzygł → strzyc
- piekę → pieczesz → piekł → piec

Ponieważ czas przeszły czasownika iść zbudowany jest przy pomocy innego rdzenia (szedł), bezokolicznik utworzony jest od tematu czasu teraźniejszego idę, idziesz. Zupełnie inaczej skonstruowany jest bezokolicznik czasownika jadę, który przyjmuje temat czasu przeszłego.
Czasowniki trzeciej koniugacji (temat zakończony na -e), mające w pierwszej osobie czasu przeszłego samogłoskę a, a w trzeciej e, tworzą bezokolicznik od formy męskoosobowej z wykorzystaniem sufiksu -ć:
- jadł → jedli → jeść
- umiał → umieli → umieć
- ciemniał → ciemnieli → ciemnieć

## Bezokolicznik a rzeczownik odsłowny
Często bezokolicznik w zdaniu pełni funkcję podobną do rzeczownika odczasownikowego, zwłaszcza gdy występuje w zdaniu w funkcji podmiotu lub dopełnienia:
- Czytać jest przyjemnie → Czytanie jest przyjemne.
- Lubię czytać → Lubię czytanie.

W klasyfikacji semantycznej Tadeusza Milewskiego bezokolicznik jest jedyną formą czasownika nadającą się na nazwę.

## Czasowniki defektywne
Istnieje pewna grupa czasowników, które nie dysponują pełną odmianą i oprócz trzeciej osoby liczby pojedynczej występują tylko w bezokoliczniku. Są to np.: dnieć, mdlić, swędzić, brakować, zależeć, powodzić się, grzmieć.